# مارکسیسم–لنینیسم

کلیپ آرت مارکس و لنین

مارکسیسم–لنینیسم یک ایدئولوژی یا فلسفه سیاسی است که بر اساس مارکسیسم و لنینیسم شکل گرفته و در پی تأسیس دولت سوسیالیستی و توسعه آن در آینده است. مارکسیست-لنینیست‌ها بسته به فهمشان از مارکسیسم و لنینیسم، از گروهی از دیدگاه‌ها حمایت می‌کنند، اما به‌طور کلی از دیدگاه‌هایی همچون حزب پیشتاز، نظام تک‌حزبی، تسلط دولت بر اقتصاد، انترناسیونالیسم، ضدیت با دموکراسی بورژوایی و ضدیت با سرمایه‌داری پشتیبانی می‌کنند. مارکسیسم–لنینیسم ایدئولوژی رسمی احزاب حاکم در کوبا، لائوس و ویتنام است و همچنین ایدئولوژی حزب کمونیست اتحاد شوروی و دیگر احزاب حاکم بوده‌است که بلوک شرق را می‌ساختند.
مارکسیسم–لنینیسم برای نخستین بار در خلال دهه ۱۹۲۰ به جنبش فلسفی متمایزی در اتحاد شوروی تبدیل شد، هنگامی که ژوزف استالین و پشتیبانانش کنترل حزب کمونیست روسیه (بلشویک) را به دست گرفتند، عقاید مارکسیسم–لنینیسم را که در آن زمان در میان مارکسیست‌ها رایج بود، مانند انقلاب جهانی به عنوان پیش‌نیاز ساختن سوسیالیسم در روسیه (به نفع مفهوم سوسیالیسم در یک کشور)، و انتقال تدریجی از سرمایه‌داری به سوسیالیسم (دال بر مقدمه برنامه پنج‌ساله نخست) مردود ساخت. انترناسیونالیسم مارکسیسم–لنینیسم در پشتیبانی از انقلاب‌های کشورهای خارجی مطرح می‌شود (به عنوان مثال در ابتدا از طریق انترناسیونال کمونیستی یا در اتحاد شوروی متأخر از طریق مفهوم «کشورهای مایل به سوسیالیسم»). هدف مارکسیسم–لنینیسم، توسعه دولت به یک جمهوری سوسیالیستی از طریق رهبری انقلابی پیشرو است که به عنوان بخشی از طبقه کارگر در نتیجه دیالکتیک پیکار طبقاتی به آگاهی طبقاتی می‌رسد. دولت سوسیالیستی که بازنمایاننده «دیکتاتوری پرولتاریا» (در برابر دیکتاتوری بورژوازی) است، به وسیله حزب پیشتاز انقلابی و از خلال پروسه سانترالیسم دموکراتیک که لنین از آن به عنوان «تنوع در مباحثات و وحدت در عمل» یاد می‌کند، اداره می‌شود. این پروسه توسعه سوسیالیسم را تا تحقق کمونیسم، که در بر دارنده یک نظام اجتماعی بی‌طبقه با مالکیت عمومی ابزار تولید و برابری اجتماعی کامل برای اعضای جامعه است، تعقیب می‌کند.
مارکسیسم–لنینیسم به عنوان یک فلسفه و جنبش سیاسی در طول سال‌ها، به سبب نسبتش با استالینیسم، اتحاد شوروی، سرکوب دولتی در مدیریت مارکسیستی-لنینیستی و مارکسیسم کلاسیک از طرف جریان‌های ایدئولوژیک کاملاً متفاوتی مورد انتقاد واقع شده‌است. تروتسکیست‌ها مدعی هستند که مارکسیسم–لنینیسم به تأسیس سرمایه‌داری دولتی منجر می‌شود. دیگران، مانند اریک فوگلین مدعی هستند که مارکسیسم لنینیسم در هسته بنیادی خود (چنان‌که در آرای کارل مارکس و فریدریش انگلس هست) طبیعتی ستمگر دارد، و حتی مدعی است که «بینش مارکسی سرانجام استالینیستی را دیکته می‌کرد، نه به‌خاطر اینکه اتوپیای کمونیستی اجتناب‌پذیر بود، بلکه به این خاطر که ناممکن بود». چنین انتقادهایی به نوبه خود به خاطر «جبرباوری فلسفی» مورد انتقاد قرار گرفته‌اند، بدین معنی که رخدادهای منفی در تاریخ جنبش به واسطه اعتقاداتشان از پیش تعین یافته‌اند. تاریخ‌نگاری به نام رابرت وینسنت دانیلز، چنین استدلال می‌کند که مارکسیسم «استالینسم را توجیه می‌کرد، اما در زمان حکومت استالین دیگر به آنچه برای رهنمود سیاسی و چه برای تشریح واقعیت اجازه کار نداد». ای. وان ری کاملاً برعکس استدلال می‌کند که استالین به یک «توافق کلی» با آثار کلاسیک مارکسیسم تا زمان مرگش ادامه داد.